# Гослинга, Сикко ван
Сикко ван Гослинга (нидерл. Sicco van Goslinga; 1664, Хербайюм, Фрисландия — 12 октября 1731, Донгьюм) — нидерландский государственный деятель и дипломат, служивший полевым депутатом (нидерл. gedeputeerde te velde), своего рода политическим комиссаром, Генеральных штатов Республики Соединённых провинций при Джоне Черчилле, 1-м герцоге Мальборо, во время его кампаний во Фландрии в рамках Войны за испанское наследство. Мемуары Сикко ван Гослингы служит ценным источником информации для историков, изучающих его время.

## Биография
Окончив обучение в Франекерском и Утрехтском университетах, Сикко ван Гослинга в 1688 году получил должность гритмана Франекерадела, которую он занимал до самой своей смерти. Это сделало его регентеном, что позволяло ему претендовать на все должности на местном уровне в провинции Фрисландия. Он также неоднократно представлял эту провинцию в Генеральных штатах и в Государственном совете (нидерл. Raad van State).
В качестве члена Государственного совета, служившего важнейшим исполнительным органом республики в военной области, Сикко ван Гослинга стал полевым депутатом (нидерл. gedeputeerde te velde) при штабе Джона Черчилля, 1-го герцога Мальборо, функции которого он исполнял с 1706 года по 1711 год. Ему было поручено консультировать герцога и присматривать за ним, о чём было условлено, когда Мальборо назначали генерал-лейтенантом армии Республики в 1702 году. Голландские полевые депутаты имели право наложить вето на тактические решения герцога, если они считали, что этого требуют интересы Республики, и это приводило к большим трениям его с Мальборо. Тем не менее Гослинга в целом проявил готовность к сотрудничеству с ним и сумел внести положительный вклад во время сражений при Рамильи, Ауденарде и Мальплаке.
Хотя Гослинга и не был генералом, он был уполномочен отдавать приказы голландским командирам в этих сражениях. В битве при Ауденарде он взял на себя смелость в решающий момент бросить голландскую дивизию в бой. В другом случае он был вынужден лично отдать приказ об отсылке подкрепления в битве при Мальплаке, когда на левом фланге сорвалась вторая голландская атака. Уинстон Черчилль, желая подчеркнуть высокий уровень взаимопонимания между герцогом и Гослингой, приводит в своём сочинении о герцоге якобы имевший место случай, когда они вдвоём спали на плаще герцога после битвы при Рамильи.. Хотя Черчилль был невысокого мнения о военных способностях Гослинги, он, тем не менее, широко использовал его мемуары в качестве источника для своей работы о Джоне Черчилле.
Гослинга был полномочным представителем Республики на мирных переговорах, приведших к заключению Утрехтского мирного договора (1713). В 1714—1715 годах он служил чрезвычайным послом Республики при дворе французского короля Людовика XIV. В 1728 году он представлял Республику на конгрессе в Суассоне по нерешённым европейским дипломатическим вопросам (таким, например, как статус Гибралтара).
До самой своей смерти Гослинга активно участвовал в голландской политике. В 1719 году он поддержал назначение Вильгельма IV, принца Оранского, штатгальтером Гронингена.

## Работы
- Goslinga, S. van (1857) Mémoires relatifs à la Guerre de succession de 1706—1709 et 1711, de Sicco van Goslinga, publiés par mm. U. A. Evertsz et G. H. M. Delprat, au nom de la Société d’histoire, d’archéologie et de linquistique de Frise, (Published by G.T.N. Suringar, 1857)
- Goslinga, S. van, Slingelandt, S. van, Rappard, W.A. van (ed.) (1978) Briefwisseling Tussen Simon Van Slingelandt En Sicco Van Goslinga 1697—1731, ISBN 90-247-2167-9 ISBN 9789024721672